# Galium jarynae
Galium jarynae är en måreväxtart som beskrevs av Wol.. Galium jarynae ingår i släktet måror, och familjen måreväxter.
Artens utbredningsområde är Frankrike. Inga underarter finns listade i Catalogue of Life.